# Хаавио-Маннила, Элина
Анна Элина Хаавио-Маннила (фин. Anna Elina Haavio-Mannila; род. 3 августа 1933, Хельсинки) — финский социолог и почетный профессор социологии Хельсинкского университета, где она работала доцентом социологии (1965—1971), доцентом (1971—1992) и профессором (1992—1998). Известна своими исследованиями гендерных ролей и отношений полов. Среди её работ: Финские женщина и мужчина — статус и смена ролей (Suomalainen nainen ja mies — asema ja muuttuvat roolit, 1968), Изменения ролей полов в политике как индикатор структурных изменений в обществе (Changes in Sex Roles in Politics as an Indicator of Structural Change in Society, 1978), Семья, работа и эмоции — Конфликты и решения (Perhe, työ ja tunteet — Ristiriitoja ja ratkaisuja, 1984), Женщины в Северной политике (Women in Nordic Politics, 1985). Она дочь Мартти Хаавио и Эльзы Эняйярви-Хаавио.